# Return of the Boogie Men
Return of the Boogie Men es un álbum de estudio de la banda de rock británica Foghat, publicado en 1994. Para la grabación del disco la banda estaba compuesta por todos sus miembros originales, Dave Peverett, Roger Earl, Rod Price y Tony Stevens, reunidos después de más de una década.

## Lista de canciones
1. "Jump That Train" (Dave Peverett) - 5:16
2. "Louisiana Blues" (McKinley Morganfield) - 5:47
3. "Motel Shaker" (Nick Jameson, Peverett, Rod Price) - 4:39
4. "Play Dirty" (Peverett) - 5:02
5. "Nothin' but Trouble" (Peverett, Price) - 4:49
6. "Talk to Me Baby" (Robert Emmett Dolan, Elmore James) - 3:57
7. "I Just Want to Make Love to You" (Willie Dixon) - 4:17
8. "Take Me to the River" (Al Green, Mabon "Teenie" Hodges) - 5:14
9. "That's Alright Mama" (Arthur Crudup) - 4:17
10. "Feel So Good" (Big Bill Broonzy) - 3:03
11. "I Want You to Love Me" (Dixon, Muddy Waters) - 5:34
12. "Writing on the Wall" (Peverett, Price) - 4:28